# Інті Подеста
Інті Подеста (ісп. Inti Podestá, нар. 23 квітня 1978, Монтевідео) — уругвайський футболіст, що грав на позиції півзахисника.
Виступав, зокрема, за клуби «Данубіо» та «Севілья», а також провів один матч за національну збірну Уругваю.

## Клубна кар'єра
У дорослому футболі дебютував 1996 року виступами за команду клубу «Данубіо», в якій провів три сезони, взявши участь у 69 матчах чемпіонату. Більшість часу, проведеного у складі «Данубіо», був основним гравцем команди.
1999 року перейшов до іспанської «Севілья», але в основний склад проходив дуже рідко, також був схильний до травм, так в 2003 році отримав травму коліна і вибув на тривалий час. У 2004 році Інті оголосив, що завершує футбольну кар'єру в зв'язку з рецидивом травми у віці 26 років. Всього за шість років у чемпіонаті Іспанії Подеста провів 47 матчів і забив 5 м'ячів.

## Виступи за збірні
1997 року залучався до складу молодіжної збірної Уругваю, разом з якою брав участь у молодіжному чемпіонаті світу 1997 року в Малайзії, забивши у чотирьох матчах 1 гол, а його команда вийшла у фінал, де поступилася одноліткам з Аргентини. У фінальному матчі Інті був запасним гравцем.
У складі національної збірної Уругваю Подеста дебютував 17 червня 1999 року в товариській грі проти Парагваю (3:2). Наступного місяця поїхав у складі збірної на Кубок Америки 1999 року у Парагваї, де разом з командою здобув «срібло», але так на турнірі і не зіграв і той товариський матч залишився єдиним за національну команду.

## Титули і досягнення
- Срібний призер Кубка Америки: 1999